# Clément Koretzky
Pour les articles homonymes, voir Koretzky.
Clément Koretzky, né le 30 octobre 1990 à Miramas (Bouches-du-Rhône), est un coureur cycliste français, professionnel entre 2012 et 2016. Son frère Victor est également cycliste.

## Biographie

### 2001-2006: premières années
Clément Koretzky naît le 30 octobre 1990 à Miramas en France. Son frère Victor, né en 1994, est également coureur cycliste, spécialisé dans le cross-country.
En 2001, il commence le cyclisme à l'âge de onze ans dans un club se trouvant à Gignac : la Roue Libre Gignacoise. Il court ses deux premières années chez les minimes au sein de ce club. De 2004 à 2005, il intègre le club du Vélo Sprint Narbonnais. Il termine onzième du championnat de France cadets. 
À partir de 2006, il rejoint le Club de Calvisson Egobike où il prend la deuxième place au championnat de France de VTT dans la catégorie cadet. Lors de cette saison, il remporte le classement général de la Coupe de France de VTT cadet juste devant Arnaud Jouffroy. 

### 2007-2009: Vélo-Club La Pomme Marseille
En 2007, il retourne dans son département de naissance en intégrant le VC La Pomme Marseille. Dans la catégorie juniors, il gagne la Coupe de France de VTT.
En 2008, Clément Koretzky est deuxième du championnat de France de cyclo-cross juniors, derrière Arnaud Jouffroy, membre comme lui du VC La Pomme Marseille.
Il évolue en catégorie moins de 23 ans (espoirs) à partir de 2009 au Vélo Club La Pomme de Marseille. Il termine sixième du championnat de France de cyclo-cross espoirs à Pontchâteau. En août 2009, il décide d'arrêter le cyclisme et reprend ses études en BTS comptabilité et gestion des organisations.

### 2010: retour au Vélo Sprint Narbonnais
Il retrouve de l'intérêt pour le cyclisme et rejoint pour la saison 2010 le Vélo Sprint Narbonnais, le club de ses débuts. Il est cette année-là champion du Languedoc-Roussillon des catégories élite et espoirs.

### 2011: Amical Vélo Club Aix-en-Provence
Il est engagé en 2011 par l'AVC Aix-en-Provence, club de Division nationale 1. Clément Koretzky obtient plusieurs victoires, notamment deux victoires lors de courses de l'UCI Europe Tour : la deuxième étape du Tour de la communauté de Madrid espoirs et la première étape du Tour de la Vallée d'Aoste. Cette année-là, il remporte également le Grand Prix Christian Fenioux, le Grand Prix de Bras et la 3e étape du Tour du Pays roannais.

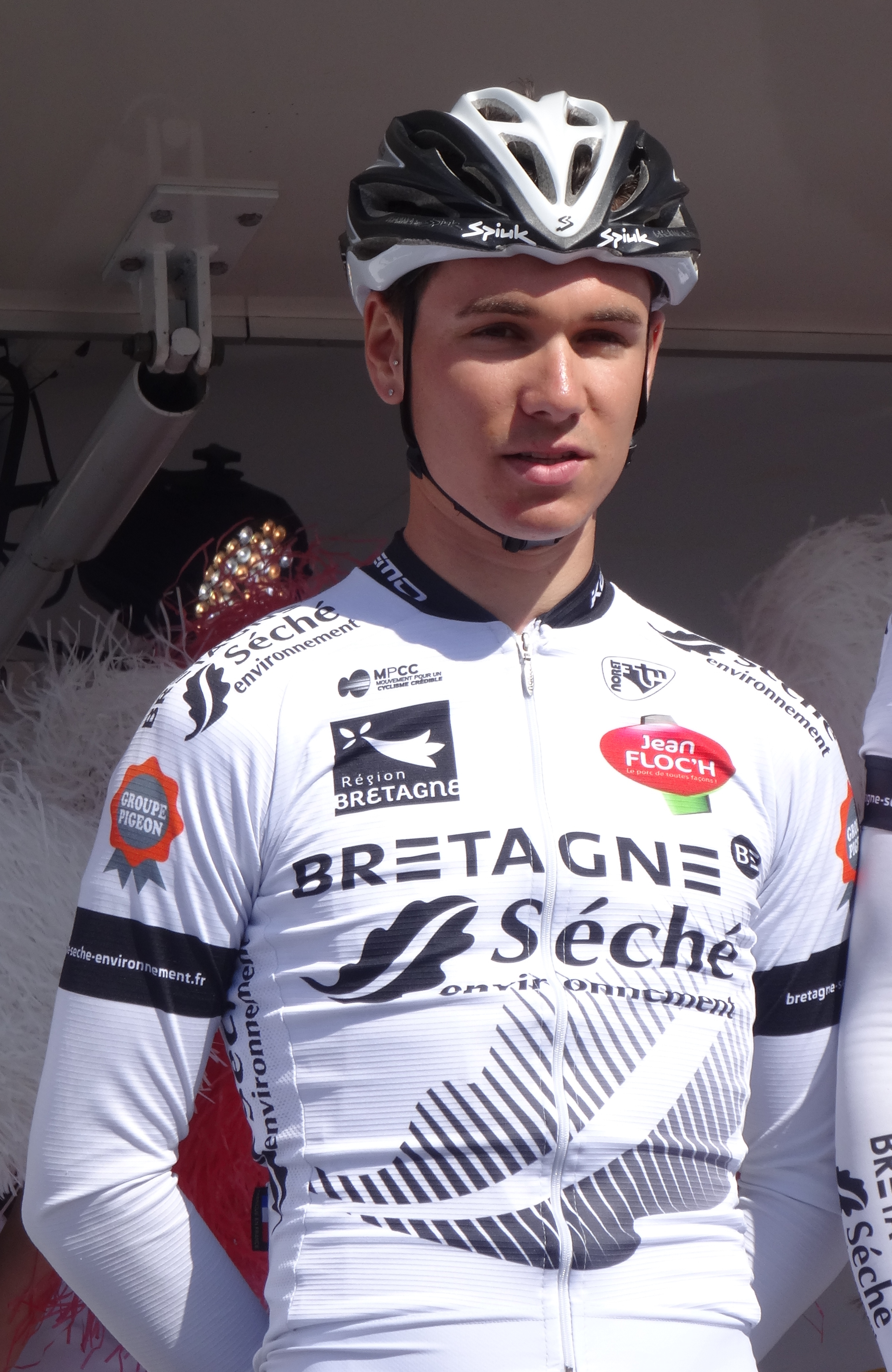
Clément Koretzky lors du Grand Prix de Denain 2014.

### 2012: La Pomme Marseille, passage chez les professionnels
En 2012, il devient professionnel au sein de l'équipe continentale La Pomme Marseille Il termine deuxième de la 1re étape du Tour du Haut-Var et troisième de la 1re étape du Critérium international en début de saison. Il est ensuite notamment septième du Grand Prix de Plumelec-Morbihan en mai et deuxième du Grand Prix de la Somme, quatre secondes derrière son coéquipier Evaldas Šiškevičius. En juillet, il s'adjuge l'Étoile d'or, une épreuve élite du calendrier national. Ses résultats font de lui « l'un des meilleurs néo-pros français de la saison 2012 ».

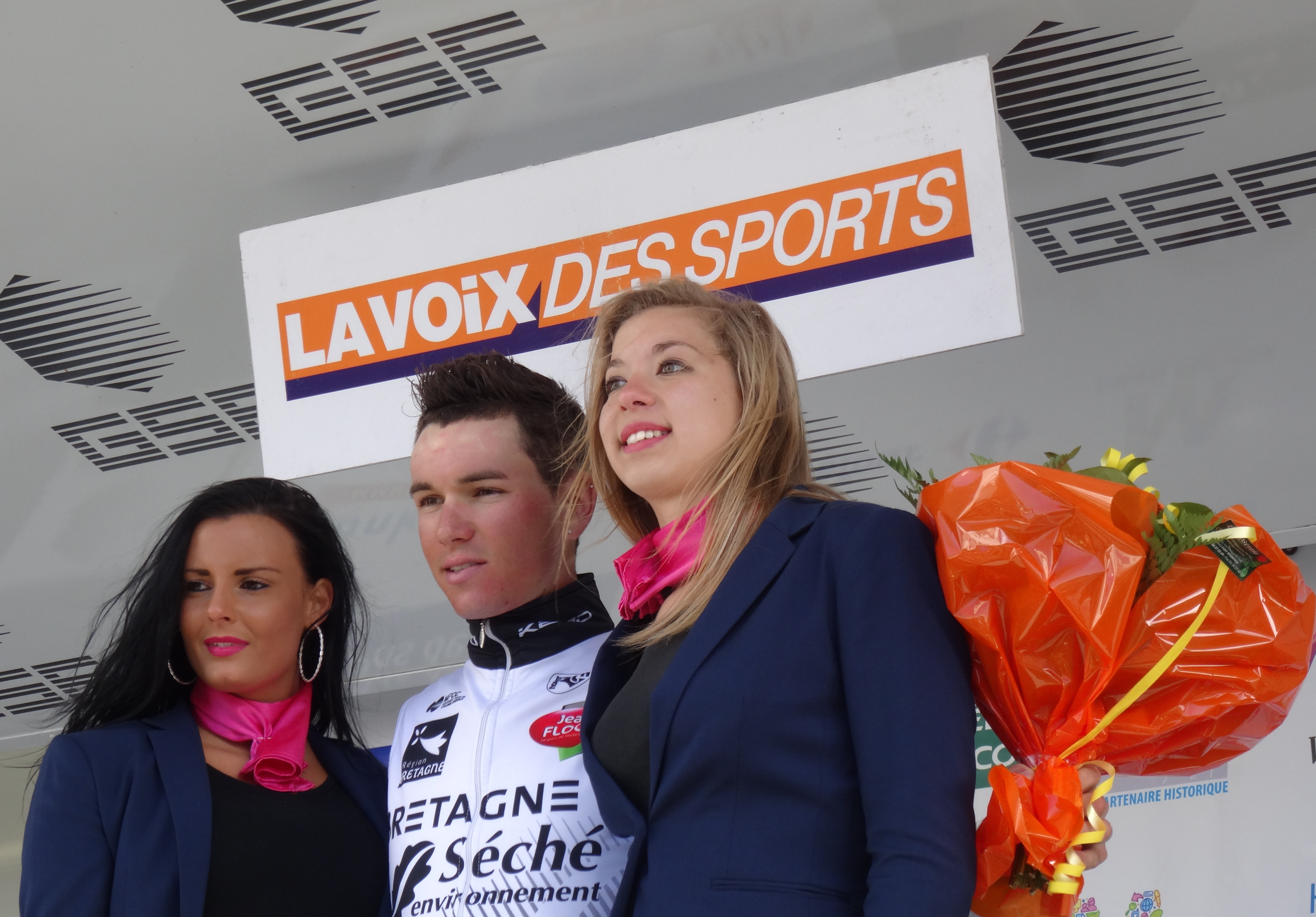
Clément Koretzky reçoit le prix de la combativité à l'issue de la 3e étape des Quatre Jours de Dunkerque 2014.

### 2013-2014: Bretagne-Séché Environnement
En 2013, Clément Koretzky est recruté par l'équipe continentale professionnelle Bretagne-Séché Environnement, il arrête alors ses études en licence . Il termine 4e de la 1re étape du Critérium international. Il est échappé pendant deux heures lors de sa première participation au Paris-Roubaix en compagnie de Stuart O'Grady, Mathew Hayman, et Gert Steegmans. Il se casse la clavicule sur le Tour de Turquie, ce qui lui coûte trois mois sans vélo. En septembre, il termine 5e du Tour du Gévaudan Languedoc-Roussillon. Il réussit à se distinguer en prenant une treizième place sur l'épreuve préparatoire aux championnats du monde sur route, à savoir le Grand Prix de Wallonie, épreuve qui se termine par l'ascension de la citadelle de Namur.
En janvier 2014, il participe au Tour de San Luis en Argentine. À cette occasion, il termine 20e de la 1re étape et 11e de la 3e étape. Début février, il remporte le maillot bleu de meilleur grimpeur sur l'Étoile de Bessèges. Le 15 mars, il termine 6e du Tour de Drenthe. Fin mars, il termine 8e du contre-la-montre individuel prologue du Tour de Normandie. Le 4 avril, il prend la quatrième place lors d'un sprint très serré sur la Route Adélie de Vitré, quatrième manche de la coupe de France de cyclisme sur route. Il renouvelle, un an après, son échappée sur Paris-Roubaix et entre en tête dans la mythique trouée d'Arenberg. Quelques kilomètres plus loin, après deux crevaisons sur cette fameuse tranchée, il chute et se déchire un muscle sur la cuisse droite. Cette chute a compromis sa possible participation au Tour de France, lui qui figurait sur la liste des pré-sélectionnés par son équipe. À l'issue de la 3e étape des Quatre Jours de Dunkerque reliant Fruges à Calais début mai, il reçoit le prix de la combativité. Fin août, il termine 18e de la 1re étape du Tour du Poitou-Charentes. En septembre, lors du Tour du Gévaudan Languedoc-Roussillon, il termine à la 2e place du classement du Grand Prix de la montagne. Début octobre, il termine 14e au Tour de Vendée et 17e de Paris-Bourges.

### 2015-2016: Vorarlberg
À la fin de 2014, l'équipe Bretagne-Séché Environnement lui annonce qu'il n'est pas prolongé pour la saison 2015. Dans un entretien accordé à Midi libre, Clément Koretzky indique qu'on lui a reproché « d'avoir trop peu de résultats » alors qu'il avait « pris des risques en course pour montrer le maillot » comme on le lui avait demandé dans l'objectif de participer au Tour de France . Sa blessure l'a éloigné des routes entre la World Ports Classic le 25 mai et le Tour du Poitou-Charentes le 26 août, il n'a entre-temps participé qu'aux trois premières étapes du Tour de Wallonie,. Il regrette notamment le fait que l'équipe l'a prévenu un peu trop tard que son contrat ne sera pas reconduit, les équipes ayant déjà leur effectif et bouclé leur budget, ce qui constitue pour lui « un coup dur » : il aurait pu intégrer une autre équipe s'il avait été prévenu plus tôt. Enfin, il évoque la fusion entre Garmin-Sharp et Cannondale en Cannondale-Garmin qui laisse plus de coureurs sur le marché. En toute fin d'année, il est en contact avancé avec deux équipes continentales, celles-ci ayant bouclé leur budget, il lance un appel à des partenaires publics et privés pour pouvoir financer sa place, ce qui nécessite de récolter entre 20 000 et 30 000 €. C'est ainsi qu'avec sa mère et des amis, il a fondé l'association Koretzky promotion cyclisme, qui lui permet de rejoindre l'équipe Vorarlberg en 2015.

### Fin de carrière
Après une dernière saison chez les amateurs, il met un terme définitif à sa carrière de coureur à l'issue de la saison 2017.

## Palmarès et classements mondiaux

### Palmarès
- 2007 [2]
  - Classement général de la Coupe de France de VTT juniors
- 2008
  - 2e du championnat de France de cyclo-cross juniors
- 2010
  - Champion du Languedoc-Roussillon sur route élites et espoirs
- 2011
  - 2e étape du Tour de la communauté de Madrid espoirs
  - 1re étape du Tour de la Vallée d'Aoste
  - Grand Prix Christian Fenioux
  - Grand Prix de Bras
  - 3e étape du Tour du Pays Roannais
- 2012
  - Étoile d'Or
  - 2e du Grand Prix de la Somme
  - 3e du Trophée des Champions
- 2015
  - 3e du Grand Prix Vorarlberg
- 2017
  - Grand Prix de Saint-Chély-d'Apcher
  - 3e du Grand Prix de Villette-d'Anthon

### Classements mondiaux
Les victoires et places d'honneur de Clément Koretzky lui permettent de gagner des points sur les circuits continentaux de l'UCI Europe Tour. C'est ainsi qu'il termine 155e avec 91 points en 2012, 310e avec 46 points en 2013 et 347e avec 40 points en 2014.
| Année           | 2012 | 2013 | 2014 | 2015 |
| --------------- | ---- | ---- | ---- | ---- |
| UCI Europe Tour | 155e | 310e | 347e | 829e |